# Tanaecia böttgeri
Tanaecia böttgeri är en fjärilsart som beskrevs av Hans Fruhstorfer 1894. Tanaecia böttgeri ingår i släktet Tanaecia och familjen praktfjärilar. Inga underarter finns listade i Catalogue of Life.